# إريك ماكولوم
إريك ماكولوم (بالإنجليزية: Errick McCollum)‏ مواليد 22 يناير 1988 في كانتون، هو لاعب كرة سلة أمريكي. بدأ مسيرته الاحترافية في سنة 2010. يلعب مع غلطة سراي لكرة السلة في الدوري التركي لكرة السلة كلاعب هجوم خلفي. يبلغ طوله 6 قدم 2 بوصة (1.9 م).

## المسيرة الاحترافية
لعب مع نادي بانيونيس لكرة السلة في موسم 2013–2014، ثم لعب مع تشيجيانغ غولدين بولز في موسم 2014–2015، ثم لعب مع غلطة سراي لكرة السلة في الدوري التركي في موسم 2015–2016، ثم لعب مع بيكونغ فلاي دراغونز في الدوري الصيني في موسم 2016–2017، ثم لعب مع غلطة سراي لكرة السلة في الدوري التركي في سنة 2017.

## روابط خارجية
- إريك ماكولوم على موقع الدوري الأوروبي لكرة السلة (الإنجليزية)
- إريك ماكولوم على موقع كرة السلة الأوروبية.كوم (الإنجليزية)
- إريك ماكولوم على موقع ريلجم (الإنجليزية)
- إريك ماكولوم على موقع بروبوليرز (الإنجليزية)
- إريك ماكولوم على موقع سبورتس رفرنس (الإنجليزية)